# Archamia biguttata
Archamia biguttata är en fiskart som beskrevs av Lachner, 1951. Archamia biguttata ingår i släktet Archamia och familjen Apogonidae. Inga underarter finns listade i Catalogue of Life.